# Zerlegungsmethode von Pelczynski
Die Zerlegungsmethode von Pelczynski ist ein mathematischer Satz, der für Existenzbeweise von Isomorphismen zwischen zwei Banachräumen verwendet wird. Der Satz wurde 1960 vom polnischen Mathematiker Aleksander Pełczyński bewiesen.

## Formulierung
Seien {\displaystyle X} und {\displaystyle Y} zwei Banachräume derart, dass {\displaystyle X} isomorph zu einem komplementierten, abgeschlossenen Unterraum des Raumes {\displaystyle Y} und {\displaystyle Y} wiederum isomorph zu einem komplementierten, abgeschlossenen Unterraum von {\displaystyle X} ist. Ferner sei eine der folgenden Bedingungen erfüllt:
a) {\displaystyle X\cong X\oplus X} und {\displaystyle Y\cong Y\oplus Y},
b) {\displaystyle X\cong \ell ^{p}(X)} für ein gewisses {\displaystyle p\in [1,\infty )} oder {\displaystyle X\cong c_{0}(X)}.
Dann ist der Raum {\displaystyle X} isomorph zu {\displaystyle Y}.
Die obigen Symbole {\displaystyle \ell ^{p}(X)} und {\displaystyle c_{0}(X)} bezeichnen die ℓp-Summe beziehungsweise c0-Summe abzählbar vieler Kopien des Raumes {\displaystyle X}.

## Beweis
Sei {\displaystyle X\cong Y\oplus E} und {\displaystyle Y\cong X\oplus F} für gewisse Banachräume {\displaystyle E} und {\displaystyle F}.
Unter der Voraussetzung a) existieren Isomorphismen
{\displaystyle X\cong Y\oplus E\cong Y\oplus Y\oplus E\cong Y\oplus X}
und genauso
{\displaystyle Y\cong X\oplus F\cong X\oplus X\oplus F\cong X\oplus Y},
insgesamt also {\displaystyle X\cong Y}
Unter der Voraussetzung b) gilt insbesondere {\displaystyle X\cong X\oplus X} und damit {\displaystyle Y\cong X\oplus F\cong X\oplus X\oplus F\cong X\oplus Y}. Also gilt
{\displaystyle X\cong \ell ^{p}(X)\cong \ell ^{p}(Y\oplus E)\cong \ell ^{p}(Y)\oplus \ell ^{p}(E)\cong Y\oplus \ell ^{p}(Y)\oplus \ell ^{p}(E)\cong Y\oplus X\cong X\oplus Y\cong Y}.
Ein analoger Beweis ergibt sich für {\displaystyle X\cong c_{0}(X)}.

## Anwendungsbeispiele
- Unter Verwendung der Zerlegungsmethode von Pelczynski kann man zeigen, dass jeder unendlichdimensionale, komplementierte Unterbanachraum von {\displaystyle c_{0}} oder {\displaystyle \ell ^{p}} zum Ausgangsraum isomorph ist.[3]
- Mittels der Zerlegungsmethode von Pelczynski kann man beweisen, dass die Banachräume {\displaystyle \ell ^{\infty }} und L∞([0,1]) isomorph sind[4], sie sind jedoch nicht isometrisch isomorph.

## Bemerkungen
- Timothy Gowers hat gezeigt, dass es ein Paar von Banachräumen {\displaystyle X} und {\displaystyle Y} gibt, so dass {\displaystyle X} isomorph zu einem komplementierten, abgeschlossenen Unterraum von {\displaystyle Y} und {\displaystyle Y} isomorph zu einem komplementierten, abgeschlossenen Unterraum von {\displaystyle X} ist, die Räume {\displaystyle X} und {\displaystyle Y} dagegen nicht isomorph sind. Auf zusätzliche Voraussetzungen wie a) oder b) kann in obigem Satz also nicht verzichtet werden. Das ist die negative Lösung des sogenannten Schröder-Bernstein-Problems für Banachräume.[5]
- Piotr Koszmider hat ein Paar total unzusammenhängender kompakter Räume {\displaystyle K_{1}} und {\displaystyle K_{2}} konstruiert, so dass {\displaystyle C(K_{1})} isometrisch isomorph zu einem komplementierten, abgeschlossenen Unterraum von {\displaystyle C(K_{2})} ist und umgekehrt, aber die Banachräume {\displaystyle C(K_{1})} und {\displaystyle C(K_{2})} nicht isomorph sind.[6]
- Valentin Ferenczi und Elói Medina Galego haben ein Kontinuum von paarweise nicht-isomorphen Banachräumen konstruiert, so dass für jedes Paar {\displaystyle X} und {\displaystyle Y} aus dieser Klasse {\displaystyle X} isomorph zu einem komplementierten, abgeschlossenen Unterraum von {\displaystyle Y} und {\displaystyle Y} isomorph zu einem komplementierten, abgeschlossenen Unterraum von {\displaystyle X} ist.[7]
- In der Literatur finden sich weitere Verallgemeinerungen der Zerlegungsmethode von Pelczynski.[8][9]